# Episodi de I fantasmi di Bedlam (seconda stagione)
La seconda ed ultima stagione della serie televisiva I fantasmi di Bedlam è stata trasmessa dal canale britannico Sky Living dal 6 giugno all'11 luglio 2012.
In Italia è andata in onda in prima visione sul canale satellitare Fox dal 29 aprile al 3 giugno 2013.
| nº | Titolo originale | Titolo italiano           | Prima TV UK    | Prima TV Italia |
| -- | ---------------- | ------------------------- | -------------- | --------------- |
| 1  | The Long Drop    | Ritorno alle origini      | 6 giugno 2012  | 29 aprile 2013  |
| 2  | Pool of Tears    | Il fantasma della piscina | 13 giugno 2012 | 6 maggio 2013   |
| 3  | Unfaithful       | Addio alle nozze!         | 20 giugno 2012 | 13 maggio 2013  |
| 4  | Jude             | Figli del male            | 27 giugno 2012 | 20 maggio 2013  |
| 5  | Dare             | La messa nera             | 4 luglio 2012  | 27 maggio 2013  |
| 6  | Reunion          | Orrore senza fine         | 11 luglio 2012 | 3 giugno 2013   |